# Kimberly Insalaco
Kimberly Michelle Insalaco dite Kim Insalaco (née le 4 novembre 1980 à Rochester dans l'État de New York) est une joueuse américaine de hockey sur glace qui évoluait dans la sélection nationale féminine en tant qu'attaquante. Elle a remporté un titre olympique, une médaille de bronze aux Jeux olympiques de Turin en 2006. Elle a également représenté les États-Unis dans 2 championnats du monde, remportant 1 médaille d'or et 1 médaille d'argent.

## Carrière internationale
Avec l'équipe des États-Unis de hockey sur glace féminin, elle remporte le Championnat du monde 2005 et obtient la médaille de bronze olympique aux Jeux olympiques d'hiver de 2006 à Turin.

## Statistiques

### En club
| Saison      | Équipe         | Ligue            |     | Saison régulière | Saison régulière | Saison régulière | Saison régulière | Saison régulière |   | Séries éliminatoires | Séries éliminatoires | Séries éliminatoires | Séries éliminatoires | Séries éliminatoires |
| Saison      | Équipe         | Ligue            | PJ  | B                | A                | Pts              | Pun              | PJ               | B | A                    | Pts                  | Pun                  |                      |                      |
| 1999-2000   | Bears de Brown | NCAA             | 32  | 10               | 17               | 27               | 18               |                  |   |                      |                      |                      |                      |                      |
| 2001-2002   | Bears de Brown | NCAA             | 28  | 12               | 16               | 28               | 33               |                  |   |                      |                      |                      |                      |                      |
| 2002-2003   | Bears de Brown | NCAA             | 29  | 14               | 26               | 40               | 16               |                  |   |                      |                      |                      |                      |                      |
| 2003-2004   | Bears de Brown | NCAA             | 32  | 9                | 23               | 32               | 54               |                  |   |                      |                      |                      |                      |                      |
| 2005-2006   | Ice d'Oakville | LNHF (1999-2007) | 1   | 0                | 0                | 0                | 0                | -                | - | -                    | -                    | -                    |                      |                      |
| Totaux NCAA | Totaux NCAA    | Totaux NCAA      | 121 | 45               | 82               | 127              | 121              | -                | - | -                    | -                    | -                    |                      |                      |

### En équipe nationale
| Année | Équipe     | Compétition          |   | PJ | B | A | Pts | Pun                |  | Résultat |
| 2004  | États-Unis | Championnat du monde | 5 | 0  | 1 | 1 | 6   | Médaille d'argent  |  |          |
| 2005  | États-Unis | Championnat du monde | 5 | 0  | 1 | 1 | 4   | Médaille d'or      |  |          |
| 2006  | États-Unis | Jeux olympiques      | 5 | 0  | 0 | 0 | 4   | Médaille de bronze |  |          |